# Rosemary Theby
Rosemary Theby, ameriška filmska igralka, * 8. april 1892, St. Louis, Missouri, † 10. november 1973, Los Angeles.
Thebyjeva je med letoma 1911 in 1940 nastopila v okoli 250 filmih.

## Zgodnje življenje in igralska kariera
Rojena je bila kot Rosemary Theresa Theby. V New Yorku je obiskovala Sargent's School.
Prvo filmsko vlogo je dobila v Vitagraphovem filmu The Wager. Leta 1915 je postala ena prvih zvezdnic studijev Universal. Med Prvo svetovno vojno je v svoj dom sprejela litvansko begunko, kateri je omogočila šolanje in je kasneje postala njena hišna pomočnica.
Leta 1918 je dobila vlogo Miss Corintee v filmu The Great Love. V filmu, ki ga je režiral D.W. Griffith je igrala sposobno nemško vohunko. Vloga vohunke je bila prva v nizu vlog fatalistične ženske. Ena zdnjih tovrstnih vlog je bila vloga kitajske vampirke v filmu produkcijske hiše Fox film, Clung, ki ga je režiral Emmett Flynn. Kasneje v karieri je prevzemala bolj resne vloge.
Thebyjeva je bila izključno filmska igralka, ki je nekoč celo zavrnila ponudbo Chaunceya Olcotta, da bi z njim nastopila v gledališki predstavi, s katero bi zaslužila 85 ameriških dolarjev na teden. Takrat je kot filmska igralka zaslužila tedensko 125 dolarjev. Kasneje je svojo odločitev obžalovala, predvsem zaradi izkušenj, ki bi jih na ta način lahko pridobila.

## Osebno življenje
Thebyjva je bila v življenju dvakrat poročena. Njen prvi mož je bil igralec in režiser Harry Myers. Po njegovi smrti leta 1938, se je poročila s Truittom Hughesom, s katerim je ostala do konca življenja. Dolga leta je stanovala na naslovu 1907 Wilcox Avenue v Los Angelesu.
Politično je v tekmi za predsedniški položaj leta 1924 podpirala Calvina Coolidga. 

## Izbrana filmografija
- Baby (1915)
- The Silent Mystery (1918)
- The Great Love (1918)
- The Rogue (1918)
- Bright and Early (1918)
- When a Woman Strikes, 1919
- The Mystery of 13 (1919)
- Married to Order (1920)
- Kismet (1920)
- A Connecticut Yankee in King Arthur's Court (1921)
- I Am the Law (1922)
- More to Be Pitied Than Scorned (1922)
- Lost and Found on a South Sea Island (1923)
- The Red Lily (1924)
- So Big (1924)
- As Man Desires (1925)
- The Second Hundred Years (1927)
- The Port of Missing Girls (1928)
- Ten Nights in a Barroom (1931)
- The Fatal Glass of Beer (1933)
- Man on the Flying Trapeze (1935)
- Rich Relations (1937)
- One Million B.C. (1940)